# Шехтман, Зиновий Самойлович
Зиновий Самойлович Шехтман (23 февраля 1901,  Чернигов,  Российская империя — 29 июля 1974, Москва,  СССР) — советский военачальник, полковник (1942).

## Биография
Родился 23 февраля 1901 года в городе Чернигов. Еврей.

### Военная служба

#### Гражданская война
С ноября 1918 года по февраль 1919 года находился в войсках ЧОН, затем служил красноармейцем в отдельном батальоне губернского ЧК Черниговского гарнизона. С октября 1919 года был младшим командиром и врид командира взвода во 2-м пластунском полку 2-й пластунской бригады 44-й стрелковой дивизии. Участвовал в боях на Южном фронте против войск генерала А. И. Деникина. В начале декабря 1919 года эвакуирован в госпиталь (обморожение ног). По излечении в конце декабря был направлен на Польский фронт, где воевал младшим командиром в составе продовольственной летучки отряда 47-й стрелковой дивизии. В марте 1920 года заболел тифом и находился на излечении в госпитале в городе Житомир, затем убыл в отпуск по болезни на родину. Будучи в отпуске, вступил младшим командиром в отряд по борьбе с дезертирством Черниговского гарнизона. С сентября 1920 года был младшим командиром в отряде по борьбе со спекуляцией военного отдела Черниговского опродкомгуба.

#### Межвоенные годы
В послевоенный период в апреле 1921 года был направлен на учебу на 56-е пехотные курсы Красных командиров в городе Чернигов. В сентябре того же года курсы влились в состав 5-й Киевской пехотной школы. По ее окончании направлен в 130-й Богунский стрелковый полк 44-й стрелковой дивизии в город Житомир, где занимал должности командира учебного взвода, командира пулеметной роты, начальника штаба батальона. Член ВКП(б) с 1926 года. В марте 1933 года назначен начальником штаба 8-го отдельного стрелкового батальона местных войск УВО в городе Харьков. С мая 1935 года проходил службу в должностях начальника штаба, затем командира 29-го отдельного стрелкового батальона КВО в городе Киев. С сентября 1939 года командовал 698-м стрелковым полком 146-й стрелковой дивизии. Участвовал в походе Красной армии в Западную Украину и Бессарабию. В августе 1940 года направлен в САВО на должность командира 9-го мотострелкового полка 9-й танковой дивизии. В декабре 1940 года назначен старшим руководителем тактики окружных КУНС запаса в городе Фрунзе.

#### Великая Отечественная война
В  июле 1941 года майор  Шехтман  вступил в командование 1077-м стрелковым полком 316-й стрелковой дивизии, находившейся на формировании в городе Алма-Ата. В конце августа дивизия была передислоцирована на Северо-Западный фронт, включена в состав 52-й армии и вела оборонительные бои юго-восточнее города Малая Вишера. С 5 по 10 октября она была переброшена в район Волоколамска в 16-ю армию Западного фронта и участвовала в битве под Москвой, вела оборонительные и наступательные бои в районе Волоколамска и Истринского водохранилища. Дивизия и полк покрыли себя славой в ходе оборонительных боев под Москвой, бойцы и командиры проявили беспримерное мужество и стойкость. За героизм в этих боях дивизия была преобразована в 8-ю гвардейскую, а позднее ей было присвоено имя погибшего командира дивизии — генерал-майора И. В. Панфилова. Немалая заслуга в этом и 1077-го стрелкового полка, который также был переименован в 30-й гвардейский, а его командир  Шехтман за бои под Москвой был награжден орденом Красного Знамени. В мае 1942 года он был ранен и находился на лечении в госпитале № 238 в Москве.
В августе 1942 года назначен командиром 252-й стрелковой дивизии, находившейся на доформировании в УрВО в районе  Верещагина Молотовской области. Пополнившись личным составом и вооружением, дивизия 9 сентября 1942 года была передислоцирована в район ст. Неткачево, где вошла в состав 10-й резервной армии. 18 октября 1942 года она, совершив 180-километровый марш по маршруту Ольховатка — Зензеватка — Садки, сосредоточилась в районе Балка Грачева (северо-западнее Сталинграда) и, войдя в состав 66-й армии Донского фронта, перешла к обороне. 29 октября 1942 года дивизия вышла из состава 66-й армии и была подчинена 65-й армии этого же фронта. В период с 15 по 18 ноября, совершив 160-километровый марш, ее части переправились через реку Дон в районе южнее хутора Нижне-Затонский и сосредоточились в лесу 2 км севернее от станицы Клетская, находясь во втором эшелоне армии. 19 ноября дивизия перешла в наступление в общем направлении на Сталинград. Преследуя противника, ее части переправились по льду через реку Дон и совместно с частями 304-й стрелковой дивизии после упорного боя овладели хутором Вертячий (54 км северо-западнее Сталинграда). Затем, продолжая наступление, они вышли в район севернее Казачьего Кургана. 5 декабря 1942 года полковник  Шехтман был отстранен от командования дивизией и зачислен в распоряжение Военного совета фронта.
С марта 1943 года вступил в командование 140-й стрелковой дивизией, находившейся в резерве 70-й армии Центрального фронта. В мае того же года он был отстранен от должности и назначен заместителем командира 307-й стрелковой дивизии этого же фронта, с июня по июль и. д. командира этой дивизии. В составе 13-й армии Центрального фронта дивизия под его командованием принимала участие в Курской битве, вела тяжелые оборонительные бои, имея задачу не допустить прорыва противника вдоль ж. д. Орел — Курск. За бои под Понырями он был награжден орденом Отечественной войны 1-й ст. С августа 1943 года дивизия в составе 42-го стрелкового корпуса 48-й армии этого же фронта успешно действовала в Черниговско-Припятской наступательной операции, участвовала в форсировании рек Десна, Сож и Снов, в освобождении города Новозыбков. За бои на плацдарме через реки Десна в районе Чернигова полковник  Шехтман был награжден орденом Суворова 3-й ст. С ноября части дивизии участвовали в Гомельско-Речицкой наступательной операции, в форсировании реки Березина.
В декабре 1943 года полковник  Шехтман был откомандирован в резерв Ставки ВГК, а в январе 1944 года направлен на учебу на ВАК при Высшей военной академии им. К. Е. Ворошилова. По окончании убыл в распоряжение Военного совета 1-го Белорусского фронта, где в сентябре 1944 года назначен командиром 185-й стрелковой дивизии. В составе 77-го стрелкового корпуса 47-й армии она вела бои по удержанию и расширению Мангушевского плацдарма на реке Висла, затем участвовала в боях по овладению крепостью Прага— предместьем Варшавы. В ноябре 1944 года полковник  Шехтман был отстранен от должности и зачислен в распоряжение ГУК. С января 1945 года и до конца войны был заместителем командира 34-й запасной стрелковой дивизии в БВО.

#### Послевоенное время
В ноябре 1945 года был зачислен в распоряжение Военного совета округа для выполнения особых заданий, с июня 1946 года занимал должность заместителя командира 55-й гвардейской стрелковой дивизии. В июне 1954 года гвардии полковник  Шехтман уволен в запас.

## Награды
- орден Ленина (21.02.1945)[3][4]
- три ордена Красного Знамени (07.11.1941[5],  03.11.1944[4][6],  20.06.1949[4][7])
- орден Суворова III степени (16.10.1943)[8]
- орден Отечественной войны I степени (26.07.1943)[9]
  - медали в том числе:
  - «XX лет Рабоче-Крестьянской Красной Армии» (1938)[8]
  - «За оборону Москвы» (1944)
  - «За оборону Сталинграда» (1943)
  - «За победу над Германией в Великой Отечественной войне 1941—1945 гг.» (07.08.1945)
  - «За освобождение Варшавы» (1945)

## Мемуары
Шехтман З. С. Начальник боепитания.  - Москва: Молодая гвардия, 1965. - 62 с. : ил.; 20 см.